# Snecma TF306
Le Snecma TF306 est un turboréacteur double flux fabriqué par Snecma. Il s'agit d'un dérivé du Pratt & Whitney TF30 fabriqué sous licence.
Il a été utilisé sur le Dassault Mirage F2 et le Dassault Mirage G2. Il a équipé le Mirage III V à décollage vertical, permettant à l'avion de passer Mach 2 en 1966. Il est adopté en 1964 pour le Mirage III F, qui est rebaptisé F2. L'appareil fait son premier vol en 1966. Il atteint Mach 2 et peut se poser sur une piste courte. Équipé d'un réacteur TF 306 E, il devient Mirage F3. Le projet est abandonné en 1967 au profit du Mirage G, à géométrie variable, équipé lui aussi du moteur TF-306. Le premier vol a lieu en 1967. L'appareil dépasse Mach 2. Mais le projet est abandonné en 1968 car on lui préfère un biréacteur.